# Kamel Mosaoud
Kamel Mosaoud (2 agosto 1914 – 24 luglio 2002) è stato un calciatore egiziano, di ruolo attaccante.

## Carriera
Prese parte con la Nazionale egiziana ai Mondiali del 1934.